# Clément Pernot
Clément Pernot, né le 21 décembre 1961 à Champagnole (Jura), est un homme politique français.
Il est sénateur du Jura depuis 2023. Il a notamment été maire de Champagnole de 2008 à 2015 et président du Conseil départemental du Jura de 2015 à 2024.

## Biographie
Diplômé d'un DUT génie mécanique, d'une maîtrise d'économie et d'un DESS de gestion industrielle de la qualité, son père était un homme politique local, ancien adjoint au maire de Champagnole et suppléant du député du Jura, Gilbert Barbier.
Après avoir travaillé dans le secteur de l'assurance, il commence sa carrière politique en rejoignant l'UDF qu'il quitte en 1988 après avoir soutenu Raymond Barre au premier tour de l'élection présidentielle française de 1988. Au cours des années 2000, il rejoint l'UMP.
En 2001, il est élu sur le canton de Champagnole. Il occupe les postes de conseiller général puis conseiller départemental.
Après avoir été l'un de ses adjoints, il est élu maire de Champagnole à deux reprises entre 2008 et mars 2015. Il préside la communauté de communes Champagnole Porte du Haut-Jura entre 2008 et décembre 2016, date à laquelle la collectivité est intégrée dans la nouvelle communauté de communes Champagnole Nozeroy Jura. Il préside cette collectivité depuis janvier 2017.
Le 2 avril 2015, il est élu président du conseil départemental du Jura,, siège qu'il a quitté le 20 avril 2024, à la suite de son élection comme sénateur.
Il soutient Bruno Le Maire pour la primaire française de la droite et du centre de 2016. En septembre 2016, il est nommé avec plusieurs personnalités membre du comité politique de la campagne.
Il appelle à voter pour Emmanuel Macron lors du second-tour de l'élection présidentielle française de 2017 sans pour autant rejoindre ses idées, le qualifiant de « fidèle héritier d'Hollande [...] méprisant les territoires ruraux comme le Jura ».
Il est investi par Les Républicains candidat aux élections sénatoriales de 2017 mais, en raison de candidatures dissidentes présageant sa défaite, il retire sa candidature et quitte ensuite LR.
Pour les élections départementales de 2021, il est candidat à sa succession en binôme avec Éloïse Schneider pour le Canton de Champagnole. Il est réélu dès le premier tour sur son canton.
Le 1 juillet 2021, il est confirmé par ses homologues conseillers départementaux à la présidence du département du Jura.
Clément Pernot affirme en 2023 que seul Laurent Wauquiez peut « reconstruire quelque chose d’attractif pour la France et incarner ce schéma nouveau pour les valeurs de la droite et du centre ». Il est candidat investi par LR aux élections sénatoriales de 2023, à la suite desquelles il est élu.
À la suite de son élection, un recours est déposé devant le Conseil constitutionnel par son adversaire Jean-Daniel Maire. Après le rejet de ce recours en avril 2024, Clément Pernot démissionne de ses mandats de président du Conseil départemental du Jura et de la communauté de communes Champagnole Nozeroy,.